# 沙穆耶 (埃纳省)
沙穆耶（法語：Chamouille，法語發音：[ʃamuj]）是法国上法兰西大区埃纳省的一个市镇，属于拉昂区。

## 地理
沙穆耶（49°28'27"N, 3°39'56"E）面积3.34 平方千米，位于法国上法蘭西大區埃纳省，该省份为法国北部内陆省份，北起北部省，西接索姆省和瓦兹省，东临阿登省和马恩省，西南至塞纳-马恩省，东北部与比利时接壤。
与沙穆耶接壤的市镇（或旧市镇、城区）包括：布吕耶尔和蒙贝罗、塞尼昂洛努瓦、马蒂尼库皮埃尔、蒙特诺、艾莱特河畔讷维尔、庞西库特孔。

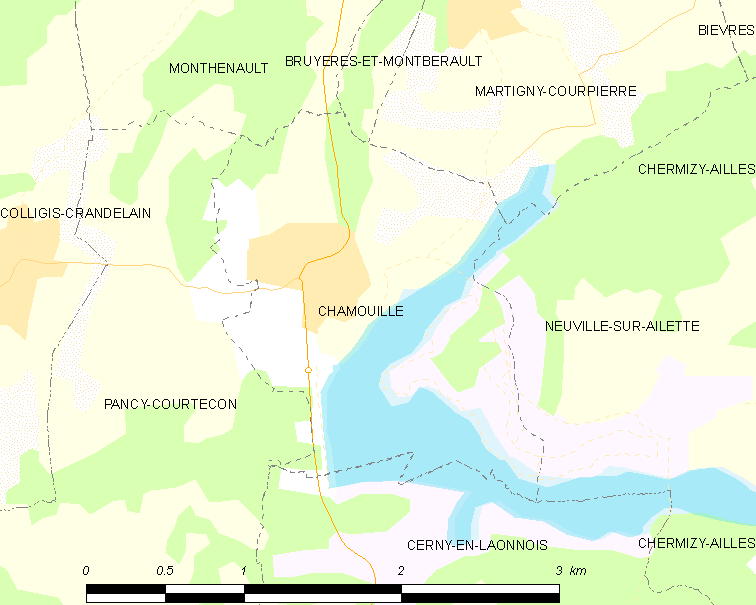
的OSM定位图

沙穆耶的时区为UTC+01:00、UTC+02:00（夏令时）。

## 行政
沙穆耶的邮政编码为02860，INSEE市镇编码为02158。

## 政治
沙穆耶所属的省级选区为拉昂第二县。

## 人口

1962-2008年间人口变化图示

沙穆耶于2022年1月1日时的人口数量为270人。